# Żądna (dopływ Ostrężnika)
Żądna (niem. Hinten Wiesen Wasser, Leise Wasser) – potok o nieokreślonym dokładnie położeniu, opisany w Słowniku geografii turystycznej Sudetów, nazwa nie występuje w zestawieniu PRNG, jak i zestawieniu wód płynących w Polsce (Hydronimy cz. 1 ↓ ).

## Słownik geografii turystycznej Sudetów
Według Słownika geografii turystycznej Sudetów jest to górski potok w południowo-zachodniej Polsce, w Sudetach Zachodnich, prawy dopływ Ostrężnika.
Wypływa na wysokości 900 m n.p.m. w Lasockim Grzbiecie, poniżej Zwornika. Uchodzi do Ostrężnika na wysokości 632 m n.p.m. Długość potoku wynosi 1,2 km.

## Mapy
Informacje zawarte  w Słowniku geografii turystycznej Sudetów nie odpowiadają w żadnemu potokowi w tej okolicy i są najprawdopodobniej kompilacją informacji o różnych potokach i informacjami nieprawdziwymi. 
Strumień, do którego miałby wpadać strumień Żądna, to wg obecnych nazw Zadna. Według mapy z początku XX w. Leise Wasser wypływa na wysokości około 700 m n.p.m. wpada do Okrężnika na wysokości około 570 m n.p.m. Odległość źródła od ujścia w linii prostej to około 1800 m. 
Informacje o ujściu w infoboksie są niezgodne z mapami poniżej Niemidarowa na wysokości 632 m n.p.m. Zabudowania wsi Niedamirów w jej zachodniej części położone są na wysokości 860 m n.p.m., a na wschodzie na wysokości 590 m n.p.m., między tymi wysokościami Ostrężnik płynie przez wieś. W połowie długości wsi na wysokości około 610 m n.p.m. wpada do Okrężnika potok, jego źródła są położone na północ od Góry Czepiel na wysokości około 870 m n.p.m., odległość ujścia od źródła wynosi 1,5 km. Ostrężnik na wysokości około 635 m n.p.m. przepływa przepustem pod drogą wiejską z jej południowej na północną stronę i nie przyjmuje żadnego dopływu. Miejsce to oddziela od Zwornika ciągnąca się od Góry Czepiel na północ w kierunku wsi kulminacja zakończona szczytem Góra Kalwaria (716,9), położonym blisko wsi. Strumień płynący między Zwornikiem a domniemanym ujściem Żądnej musiałby płynąć stromym zboczem, nie w dół, ale niemal poziomo.